# Vennesla
Vennesla  este o comună din provincia Agder, Norvegia.